# Eleiotis
Eleiotis je rod mahunarki iz podtribusa Desmodiinae, dio tribusa Desmodieae. Postoje dvije vrste iz Indije, Šri Lanke i Mjanmara. Eleiotis rottleri se vodi kao rijetka.. 

## Vrste
1. Eleiotis rottleri Wight & Arn.
2. Eleiotis sororia (L.) DC.